# Petrus
(Dallo spot degli anni settanta e ottanta del XX secolo.)
Il Petrus Boonekamp è un amaro di origine olandese, creato nel 1777 a Leidschendam dal liquorista Petrus Boonekamp, la cui esistenza è dimostrata da fonti locali.
Tra l'altro ancora nel ventunesimo secolo, all'ingresso di una delle case più antiche di Leidschendam, quella che fu l'abitazione del famoso liquorista, vi è l'insegna dell'azienda Wed. A.P. Boonekamp N.V. che detiene la ricetta ed il marchio del famoso amaro.

## Storia
Secondo le evidenze storiche della città di Leidschendam, nei Paesi Bassi, l'amaro Petrus fu ricavato per la prima volta nel 1777 dal liquorista e commerciante di alcolici Petrus Boonekamp, che mise in infusione in acquavite diverse erbe e spezie che a quel tempo arrivavano da tutto il mondo nelle Province Unite, all'epoca il crocevia mondiale dei trasporti marittimi. Alcune delle piante utilizzate sono Alpinia officinarum, Aloe socotrina, Angelica archangelica e il Coriandrum sativum. Particolarità del prodotto è l'assenza di zucchero aggiunto.
Per tanti anni fu di proprietà delle Distillerie Buton di Bologna, che lo pubblicizzò in una serie di celebri video trasmessi su Carosello negli anni 1970. 
Il prodotto venne commercializzato con il nome di Ur-Boonekamp (o URKAMP) soprattutto in Germania. Ciò per indicare che si tratta del prodotto originale, che ha dato vita alla categoria di appartenenza, essendo stato creato dall'inventore degli amari digestivi (stomatici o in tedesco magenbitter), il Liquorista Petrus (o Pieter) Boonekamp.
Nel 2020 la Wed. A.P. Boonekamp B.V. è entrata a far parte del gruppo Caffo 1915 che controlla vari marchi di alcolici.

## Versioni
- Petrus BK: amaro ottenuto dalla ricetta originale. Presenta gradazione alcolica del 45%.
- Petrus alla menta: è ottenuto dalla ricetta base dell'amaro alla quale viene addizionato l'infuso di foglie di menta.
- Petrus gold: costituito dalla ricetta base alla quale viene tolta l'alpinia officinarum.
- Petrus V.D.Bortul Light: versione di amaro ottenuta con l’aggiunta di erbe carniche alla ricetta originale. Fu un'edizione limitata creata nel 1989 (vennero prodotte appena 100 bottiglie) e presentava una gradazione alcolica molto bassa (10%).
- Petrus Paladin: ricavato dalla ricetta base con l'aggiunta di ingredienti segreti, rimane la versione di Petrus più leggendaria ed introvabile.
- Ur-Boonekamp: prima versione che veniva prodotta solo in bottigliette mignon incartate singolarmente
- Urkamp : versione prodotta in passato in Germania sia in mignon da cl 2 che in bottiglia da cl 70 su licenza della Wed.A.P.Boonekamp (fuori produzione)

## Degustazione
Il Petrus va normalmente degustato liscio a temperatura ambiente. Può essere consumato anche con l'aggiunta di ghiaccio anche se il gusto potrebbe risultarne alterato. 
Un'alternativa ulteriore è degustarlo nel cocktail Petrus Cola.

## Etichetta
La tradizionale etichetta nera della bottiglia riporta graficamente la firma "PetrusBK", dal nome dell'ideatore della ricetta originale. Nella parte centrale campeggia un cartiglio rosso a forma di marchio a ceralacca con l'effigie del Boonekamp medesimo, recante l'anno 1777.
Al di sotto è riportata più volte la frase latina "OCCIDIT QUI NON SERVAT". Si tratta di un antico aforisma medico: "chi non [ti] salva [ti] uccide".